# Diamantele negre (film din 1977)
Diamantele negre (în maghiară Fekete gyémántok) este un film din 1977 regizat de Zoltán Várkonyi.